# Endiablé
Pour les articles homonymes, voir Bedazzled.
Cet article concerne le film sorti en 2000. Pour le film sorti en 1967, voir Diaboliquement vôtre.
Pour plus de détails, voir Fiche technique et Distribution.
Endiablé ou Diaboliquement vôtre au Québec (Bedazzled) est un film américano-allemand réalisé par Harold Ramis et sorti en 2000. Il s'agit d'un remake de Fantasmes (Bedazzled) réalisé par Stanley Donen et sorti en 1967.

## Synopsis
Elliot Richards travaille dans une entreprise d'informatique de San Francisco. Célibataire endurci, il aimerait séduire sa jolie collègue, Alison Gardner, mais celle-ci ne fait pas attention à lui. D'ailleurs, tout le monde évite Elliott dans l'entreprise. Très timide et manquant de confiance en lui, Elliott ne sait pas comment s'y prendre avec les filles mais sait que tout se joue sur la première impression. Un soir, dans un bar, il se lance et aborde Alison. Mais il se plante totalement.
C'est alors qu'il fait la rencontre d'une somptueuse femme, personnification du Diable. La jeune femme a un sens de l'humour très étrange et prétend pouvoir exaucer 7 vœux. Sceptique, Elliott demande d'abord des choses banales. Il demande ensuite le vœu d'obtenir l'amour d'Alison. En échange de cela, Elliot doit ainsi signer un « pacte avec le Diable » et lui donner son âme.

## Fiche technique
- Titre original : Bedazzled
- Titre français : Endiablé
- Titre québécois : Diaboliquement vôtre
- Réalisation : Harold Ramis
- Scénario : Larry Gelbart, Harold Ramis et Peter Tolan, d'après le scénario original de Peter Cook et Dudley Moore
- Musique : David Newman
- Photographie : Bill Pope
- Montage : Craig Herring
- Décors : Rick Heinrichs
- Costumes : Deena Appel
- Production : Trevor Albert (en), Suzanne Herrington, Neil A. Machlis, Harold Ramis
- Sociétés de production : Twentieth Century Fox, Regency Enterprises et Kirch Media
- Distribution : Twentieth Century Fox (États-Unis), UGC Fox Distribution (France)
- Budget : 48 millions de dollars[1]
- Pays de production :  États-Unis,  Allemagne
- Format : Couleurs - 2,35:1 - Dolby Digital - 35 mm
- Genre : comédie romantique, fantastique
- Durée : 93 minutes
- Dates de sortie : 
  - États-Unis : 20 octobre 2000
  - Belgique : 31 janvier 2001
  - France et Suisse : 21 février 2001

## Distribution
- Brendan Fraser (VF : Gérard Darier ; VQ : Daniel Picard) : Elliot Richards / Abraham Lincoln
- Elizabeth Hurley (VF : Micky Sébastian ; VQ : Élise Bertrand) : le Diable
- Frances O'Connor (VF : Barbara Tissier ; VQ : Nadia Paradis) : Alison Gardner / Nicole Delarusso
- Bonnie Somerville : la fille au jardin de la bière
- Miriam Shor (VF : Marjorie Frantz ; VQ : Hélène Mondoux) : Carol / l'hôtesse du Penthouse
- Orlando Jones (VF : Lucien Jean-Baptiste ; VQ : Daniel Lesourd) : Dan / Esteban / un garçon sur la plage / un commentateur sportif / un invité de la fête africaine
- Paul Adelstein (VF : Patrick Mancini ; VQ : Luis de Cespedes) : Bob / Roberto / un garçon sur la plage / un commentateur sportif / un garde de Lincoln
- Toby Huss (VF : François Chaix ; VQ : Jacques Lussier) : Jerry / Alejandro / garçon sur la plage / un commentateur sportif / Lance
- Gabriel Casseus (VF : Jacques Martial ; VQ : Éric Gaudry) : le compagnon de cellule d'Elliot / Dieu
- Brian Doyle-Murray : le prêtre
- Jeff Doucette : le responsable du bureau
- Aaron Lustig (VF : Daniel Lafourcade) : le surveillant
- Rudolf Martin (VQ : Manuel Tadros) : Raoul
- Julian Firth (en) : John Wilkes Booth

Sources et légende: Version française (VF) sur AlloDoublage et Version québécoise (VQ) sur Doublage Québec

## Production
Le scénario est basé sur celui du film Fantasmes réalisé par Stanley Donen et sorti en 1967.
Le tournage a débuté en avril 2000 et s'est déroulé à Inglewood, Long Beach, Los Angeles, Malibu et San Francisco.

## Bande originale
- Just the One (I've Been Looking For), interprété par Johnnie Taylor
- Stay Awhile, interprété par Gary Schreiner
- The Name Game, composé par Lincoln Chase et Shirley Elliston (en)
- My Family, interprété par Banana Oil
- When I Get Around You, interprété par Terry Radigan (en)
- Wild Thing, interprété par Tone Loc
- Tell Me Girlfriend, composé par Miklós Malek (en) et Adam Balazs
- Frenazo, interprété par Tony Phillips
- Stop the Rock (Mint Royale Mix), interprété par Apollo 440
- Rust & Paprika, interprété par Curt Sobel (en), David Barratt et Gary Schreiner
- Bem, Bem, Maria, interprété par Gipsy Kings
- Mi Amor, interprété par Javier Torres Mosley
- DJ Girl Around the World (Disco Mix), interprété par Katalina
- Dolphin Song, interprété par Brendan Fraser
- Virtual Beat Ritual, interprété par Meeks
- (Don't Wanna) Hear About Love, interprété par Kati Mac
- The Way She Was, interprété par Dave Hansen
- Rock and Roll Part 2, interprété par Gary Glitter
- Get Ready for This, interprété par 2 Unlimited
- Tribal Dance, interprété par 2 Unlimited
- Bring Your Lovin, interprété par Robert D. Hanna
- Two-Beat or Not Two-Beat, interprété par Curt Sobel (en) et Gary Schreiner
- Marching Through Georgia, interprété par George Wilson
- Makambo, interprété par Geoffrey Oryema
- Meena Devi (Goddess Mix), interprété par Tulku
- Change Your Mind, interprété par Sister Hazel
- Strange Disease, interprété par Prozzäk (en)

## Accueil
Il reçoit un accueil critique mitigé, recueillant 48 % de critiques positives, avec une note moyenne de 5,5/10 et sur la base de 112 critiques collectées, sur le site agrégateur de critiques Rotten Tomatoes. Sur Metacritic, il obtient un score de 49/100 sur la base de 34 critiques collectées.
Le film connait un succès commercial modéré, rapportant environ 90 383 000 $ au box-office mondial, dont 37 886 000 $ en Amérique du Nord, pour un budget de 48 000 000 $. En France, il a réalisé 279 766 entrées.

## Distinctions
- Nomination au prix des meilleurs coiffures et maquillages, lors des Hollywood Makeup Artist and Hair Stylist Guild Awards en 2001.
- Nomination au prix de l'actrice la mieux parée pour Elizabeth Hurley, lors des MTV Movie Awards en 2001.